# T30 Heavy Tank
T30 – amerykański ciężki czołg, zaprojektowany pod koniec II wojny światowej aby stawić czoła nowym niemieckim wozom bojowym. Był tworzony jednocześnie z innym czołgiem ciężkim – T29. Był wyposażony w armatę T7 o kalibrze 155 milimetrów. Prace projektowe ruszyły w kwietniu 1945 i trwały do 1947.
Wersja czołgu oznaczona jako T30E1 posiadała dodatkowy właz z tyłu wieży do wyrzucania łusek. Drugi wariant został oznaczony jako T30E2. Jeden egzemplarz, ze zmodernizowaną wieżą, został zbudowany po wojnie i otrzymał oznaczenie T57.
Jedyny ocalały egzemplarz czołgu T30 znajduje się obecnie w Fort Knox, w stanie Kentucky.